# Warszawska Obwodnica Turystyczna
Warszawska Obwodnica Turystyczna (WOT) to zespół szlaków turystycznych biegnących wokół Warszawy. Wyznakowana została w 1979 roku kolorem czerwonym (odcinek Modlin - Zaborów), oprócz fragmentów przebiegających przez Kampinoski Park Narodowy, które oznakowane są na niebiesko, żółto i zielono. WOT przeznaczona jest dla turystów pieszych i rowerzystów.
Na trasie znajduje się kilka otaczających stolicę kompleksów leśnych: Lasy Chojnowskie, Lasy Chotomowskie, Lasy Drewnickie, Lasy Nadarzyńskie i Sękocińskie, Lasy Nieporęckie oraz Lasy Otwockie i Wawerskie. Najcenniejszy przyrodniczo jest fragment przebiegający przez Kampinoski Park Narodowy. Na trasie WOT znajdują się m.in. Chotomów, Nieporęt, Rembertów, Wiązowna, Otwock Wielki, Góra Kalwaria, Podkowa Leśna, Brwinów, Zaborów oraz Leszno.
Szlak zaczyna się na stacji PKP w Modlinie i prowadzi czerwonymi znakami początkowo na południe przez most na Narwi do wiślanego wału przeciwpowodziowego. Następnie kieruje się na wschód przez Chotomów, Wieliszew do Nieporętu. Stąd wiedzie początkowo ku południowemu wschodowi do Strugi, a następnie ku południu przez Zielonkę, Rembertów, Wiązownę do Pogorzeli Warszawskiej. Tam skręca na południowy zachód i przez Otwock Wielki doprowadza do mostu na Wiśle i Góry Kalwarii. Dalej prowadzi na zachód przez Zalesie Górne, Magdalenkę do Podkowy Leśnej, gdzie już znacznie zwraca się ku północy w stronę Brwinowa do Zaborowa. Z Zaborowa trasa prowadzi przez tereny Kampinoskiego Parku Narodowego na zachód już szlakiem niebieskim do Leszna. Stąd kieruje się na północ szlakiem żółtym im. Aleksandra Janowskiego do Teofili-Las, gdzie krzyżuje się z Północnym Szlakiem Krawędziowym. Następnie zwraca się ku północnemu wschodowi i doprowadza z powrotem do Modlina.
Wśród rowerzystów szlak WOT nosi nazwę „krwawej pętli”, od koloru szlaku i relatywnej trudności dla chcących go przejechać w ciągu jednej doby.